# ریو کوبایاشی
ریو کوبایاشی (انگلیسی: Ryo Kobayashi؛ زادهٔ ۱۲ سپتامبر ۱۹۸۲) بازیکن فوتبال اهل ژاپن است.
از باشگاه‌هایی که در آن بازی کرده‌است می‌توان به باشگاه فوتبال کاشیوا ریسول اشاره کرد.